# وینا (بازیگر)
وینا (انگلیسی: Veena; ۴ ژوئیهٔ ۱۹۲۶ – ۱۴ نوامبر ۲۰۰۴) بازیگر اهل هند بود. وی بین سال‌های ۱۹۳۹ تا ۱۹۸۳ میلادی فعالیت می‌کرد.

## فیلم‌شناسی
- رضیه سلطان
- کج شدن قلاب
- نام تو شکستن غم
- اسب سیاه
- پاکیزه
- علی‌بابا و ۴۰ دزد
- آنچه که حرکت می‌کند یک ماشین است
- گل کاغذی
- همایون
- شطرنج‌بازان
- پریچی
- با همان دل برگشتم
- آقای بنارسی
- یک تعامل مختصر